# Las Ventas con Peña Aguilera
Las Ventas con Peña Aguilera ist ein Dorf und eine zentralspanische Gemeinde (municipio) mit 1.118 Einwohnern (Stand: 2024) in der Provinz Toledo in der Autonomen Gemeinschaft Kastilien-La Mancha.

## Lage
Las Ventas con Peña Aguilera liegt etwa 45 Kilometer südsüdwestlich von Toledo in der historischen Provinz La Mancha in einer Höhe von ca. 790 m.
Das Klima im Winter ist rau, im Sommer dagegen trocken und warm; der Regen (ca. 536 mm/Jahr) fällt überwiegend in den Wintermonaten.

## Bevölkerungsentwicklung
| Jahr      | 1970 | 1981 | 1991 | 2001 | 2011 | 2021 |
| Einwohner | 1913 | 1485 | 1464 | 1440 | 1325 | 1090 |

## Sehenswürdigkeiten

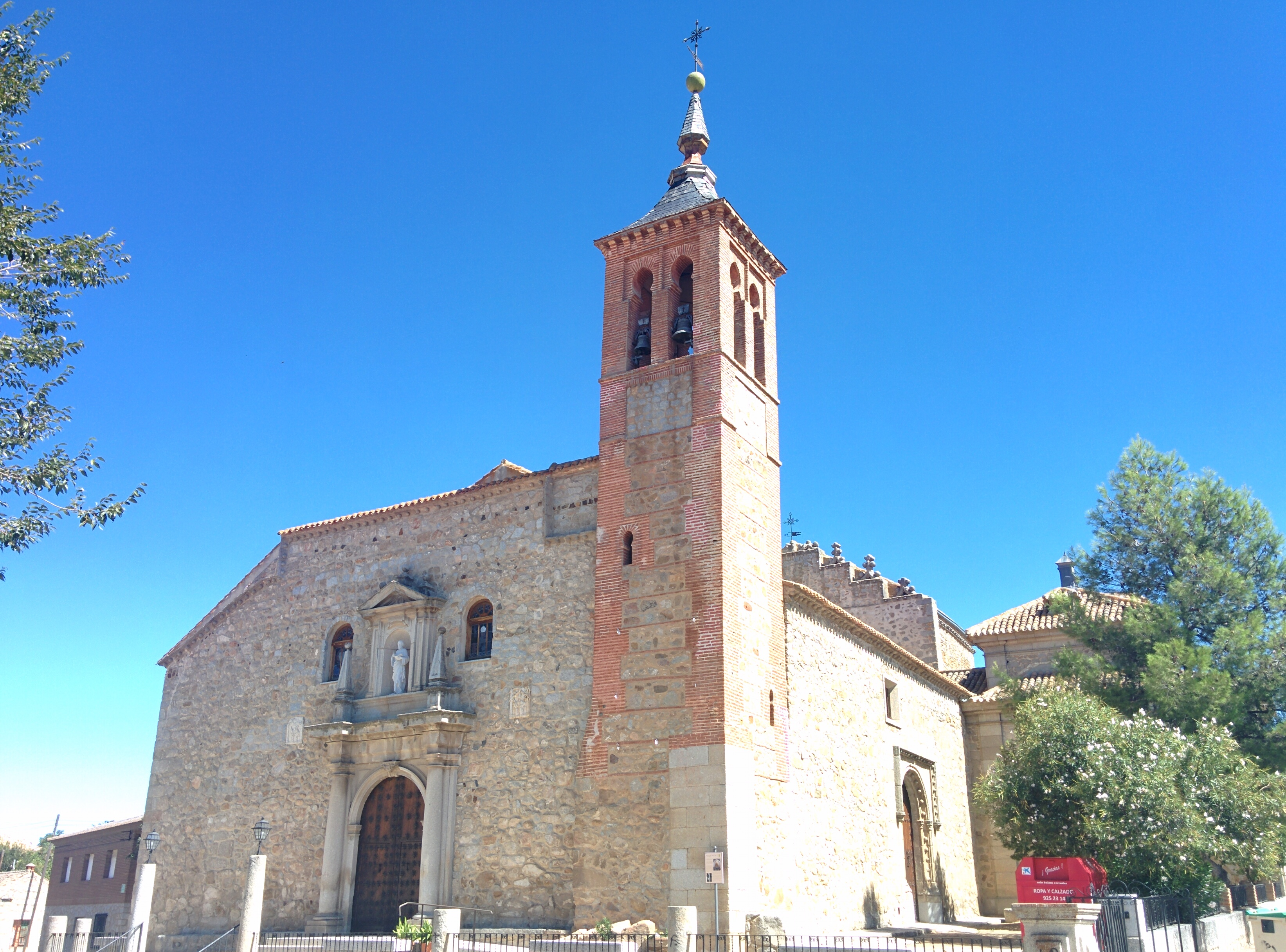
Peterskirche
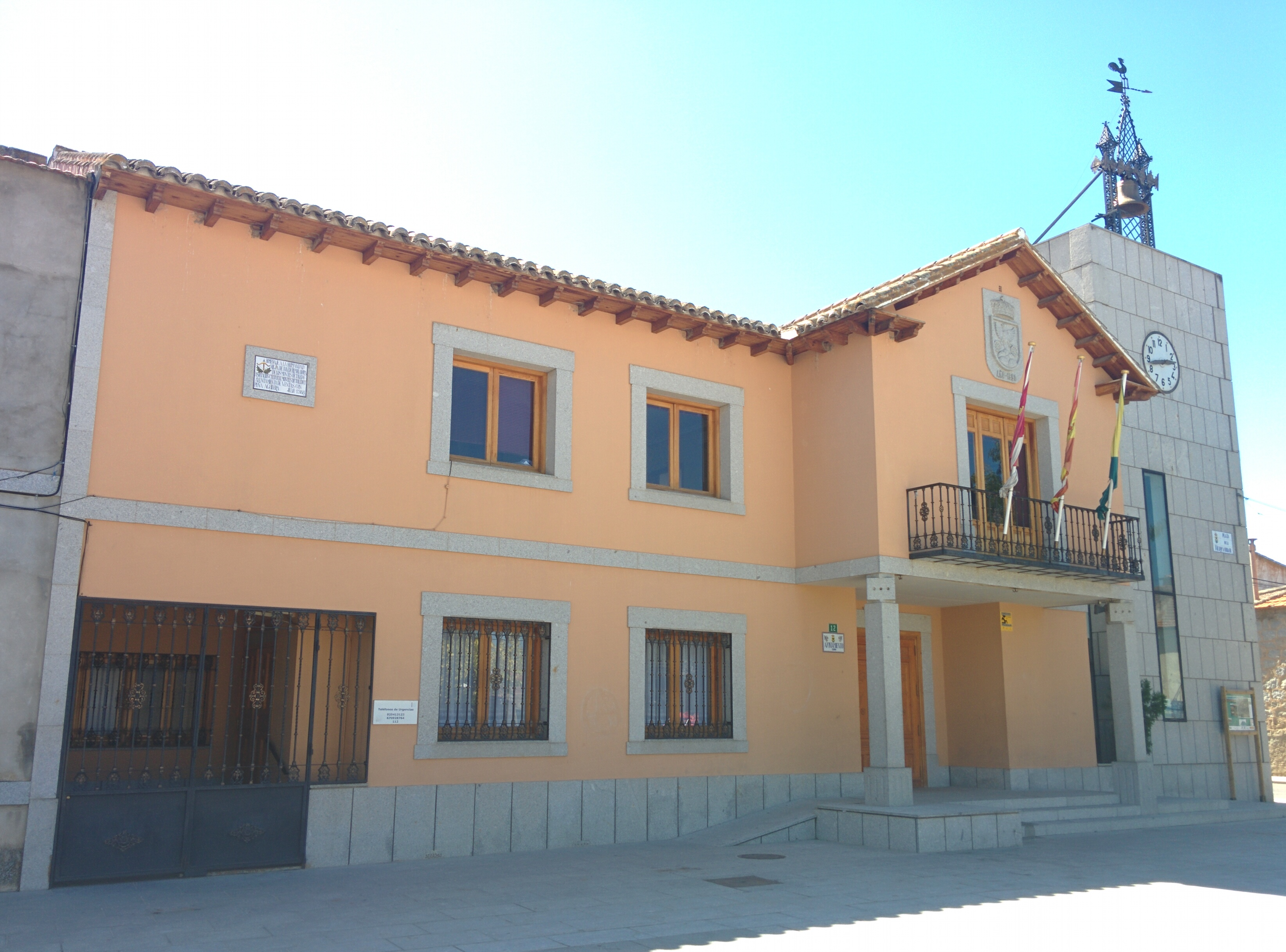
Rathaus

- Marienkapelle
- Mühle El Lirio

- Peterskirche
- Rathaus

## Persönlichkeiten
- Mariano Medina (1922–1994), Meteorologe